# Centraal Comité van de Communistische Partij van de Sovjet-Unie
Het Centraal Comité, in Rusland afgekort als ЦК, "Tseka", was de hoogste belichaming van de Communistische Partij van de Sovjet-Unie (CPSU). De volledige naam luidde: Центра́льный Комите́т Коммунисти́ческой Па́ртии Сове́тского Сою́за = ЦК КПСС; Tsentralny Komitet Kommoenistitsjeskoj Partii Sovetskogo Sojoeza = TsK KPSS, ofwel het Centraal Comité van de Communistische Partij van de Sovjet-Unie.
Volgens de regels van de Partij, controleerde het Centraal Comité over alle acties van de Partij en van de overheid tussen elk partijcongres. Het Politbureau werd verkozen om de activiteiten te rapporteren aan het Centraal Comité. Leden van het Comité werden om de vijf jaar uitgekozen door het partijcongres.
De macht van het Centraal Comité was tijdens het grote deel van zijn bestaan gelimiteerd door zijn onregelmatige en weinige bijeenkomsten en het grote ledenaantal. De echte macht lag overigens bij het Politbureau. Het Comité functioneerde als een vereniging die stempels drukte om iets officieel te maken en gaf enkel signalen van voorstellen af aan de beslissingen van het Politbureau. Het Comité trof elkaar twee keer per jaar, gedurende 1 of 2 dagen. Overige veranderingssessies werden gehouden tijdens grote gebeurtenissen zoals een nieuw langtermijn plan of de verkiezing van een nieuwe secretaris-generaal. De verkiezingen waren ook een compleet misverstand: het lidmaatschap werd vooraf bepaald door de leiders.
Van 1917 tot en met 1934 functioneerde het Centraal Comité als een parlement. Maar de oppositie die zo nu en dan tegen Stalin werd gevormd, leidde tot een zuivering van de belichaming tussen het 17e en 18e partijcongres (1934-1939). Tot aan Stalins dood, was zijn rol daarom minimaal. Na Stalins dood kwam er een periode van collectief leiderschap, die het Comité nieuw leven inblies voordat het weer zijn meegaande positie innam. Toch speelde het Comité een cruciale rol in de carrière van Nikita Chroesjtsjov. In 1957 speelde het Comité deze vitale rol toen het een beslissing van het Politbureau om liet slaan om Chroesjtsjov als partijleider weg te krijgen. Chroesjtsjov riep, met de assistentie van maarschalk Zjoekov, de steun van het Centraal Comité bij elkaar tegen wat hij de Anti-Partij Groepering noemde. Zeven jaar later, op 14 oktober 1964, zorgde het Comité ervoor dat Chroesjtsjov werd afgezet. Het Centraal Comité nam in maart 1985 ook een bijzonder belangrijk besluit toen het de reformist Michail Gorbatsjov als nieuwe secretaris-generaal van de CPSU, met de marge van slechts 1 stem, tegenover koploper Viktor Grisjin, verkoos.
Na een mislukte actie in augustus, 1991, verdween het Centraal Comité, net als de Communistische Partij.

## Centraal Comité in1917
| Afbeelding | persoon               | Politbureau (1917) | doodsoorzaak                                          |
| ---------- | --------------------- | ------------------ | ----------------------------------------------------- |
|            | Aleksej Rykov         |                    | geëxecuteerd in 1938                                  |
|            | Nikolaj Boecharin     |                    | geëxecuteerd in 1938                                  |
|            | Jakov Sverdlov        |                    | Spaanse griep in 1919                                 |
|            | Jozef Stalin          | X                  | beroerte in 1953                                      |
|            | Grigori Zinovjev      | X                  | geëxecuteerd in 1936                                  |
|            | Moisei Uritski        |                    | vermoord tijdens de Russische Burgeroorlog in 1918    |
|            | Leon Trotski          | X                  | vermoord in 1940                                      |
|            | Lev Kamenev           | X                  | geëxecuteerd in 1936                                  |
|            | Vladimir Lenin        | X                  | beroerte in 1924                                      |
|            | Alexandra Kollontai   |                    | hartaanval (onder natuurlijke omstandigheden) in 1952 |
|            | Ivar Smilga           |                    | geëxecuteerd in 1938                                  |
|            | Adolf Joffe           |                    | zelfmoord in 1927                                     |
|            | Victor Nogin          |                    | overleden onder natuurlijke omstandigheden in 1926    |
|            | Andrej Boebnov        | X                  | overleden in de gevangenis in 1940                    |
|            | Feliks Dzerzjinski    |                    | hartaanval (onder natuurlijke omstandigheden) in 1926 |
|            | Matvei Moeranov       |                    | overleden onder natuurlijke omstandigheden            |
|            | Georgi Lomov          |                    | geëxecuteerd in 1938                                  |
|            | Stepan Sjahoemjan     |                    | omgekomen tijdens de Commune van Bakoe in 1918        |
|            | Jan Berzin            |                    | gewurgd in 1935                                       |
|            | Vladimir Miljoetin    |                    | geëxecuteerd in 1937                                  |
|            | Sergejevitsj Artem    |                    | treinongeval in 1921                                  |
|            | Elena Stasova         |                    | overleden onder natuurlijke omstandigheden in 1966    |
|            | Nikolaj Krestinski    |                    | geëxecuteerd in 1938                                  |
|            | Prokopius Dzjaparidze |                    | omgekomen tijdens de Russische Burgeroorlog in 1918   |
|            | Grigori Sokolnikov    | X                  | overleden in de gevangenis in 1939                    |
|            | Aleksej Kiselev       |                    | geëxecuteerd in 1937                                  |